# Le Figaro
Le Figaro – francuski dziennik wydawany od 1826 w Paryżu. Obecnie ma centroprawicową linię. Nakład „Le Figaro” wynosi 433 tysiące egzemplarzy. Redaktorem naczelnym dziennika jest Alexis Brézet. Gazetę wydaje Société du Figaro, które od 2004 należy do Socpress (jego jedynym akcjonariuszem jest magnat przemysłowy Serge Dassault).

## Historia
„Le Figaro” jest najstarszym z ukazujących się obecnie dzienników francuskich (istnieje od 1826). Założyli go dziennikarz Maurice Ahoy oraz dramaturg i polityk Etienne Arago. Początkowo „Le Figaro” liczył cztery strony i miał charakter satyryczny. Po dwóch miesiącach od debiutu założyciele sprzedali gazetę. Właścicielem został Auguste Le Poitevin de L’Égreville.
W 1827 rok tytuł za 30 tysięcy franków kupił Victor Bohain. Zatrudnił pierwszego redaktora naczelnego – Henri de Latouche. Na łamach „Le Figaro” publikowali znani pisarze i poeci. Między innymi Victor Hugo i Alexander Dumas. W 1832 roku na ostatniej stronie pojawiły się pierwsze reklamy.
W 1835 roku „Le Figaro” zmienia charakter z satyrycznego na zaangażowany politycznie po stronie monarchistów. Na jego łamach publikowali w tym czasie między innymi Honoré de Balzac, Émile Zola i nadal Alexandre Dumas oraz Victor Hugo. W latach 1835–1845 ukazywał się nieregularnie. Od 16 lutego 1845 przez kolejne dziewięć lat nie ukazał się ani jeden numer.
2 kwietnia 1854 roku „Le Figaro” został reaktywowany przez Hippolyte de Villemessanta. Początkowo jako tygodnik. Nowy właściciel zaprosił do współpracy znanych publicystów, gazeta publikowała więcej krótkich informacji, nekrologi, listy od czytelników i plotki z Paryża. Od 16 listopada 1866 roku gazeta ponownie ukazywała się codziennie, zyskując pozycję najpopularniejszego czasopisma w Paryżu.
W czasie Komuny Paryskiej „Le Figaro” uznany został za dziennik burżuazyjny i jego wydawanie zostało zabronione. Po jej upadku druk został wznowiony. O pozycji na rynku prasowym świadczyło powierzenie „Le Figaro” partonatu prasowego nad Wystawami Światowymi w latach 1889 i 1890. W wydaniu z 2 lutego 1906 roku ukazuje się pierwsza fotografia.
W 1922 roku większość akcji „Le Figaro” kupił milioner, właściciel wielu perfumerii Francois Coty, a siedziba przeniesiona została z Rue Drouot na Rondo Champs-Élysées. W czasie II Wojny Światowej gazeta wydawana była z Lyonu, z przerwą w latach 1942–1944.
30 grudnia 1964 roku rodzina Coty sprzedała gazetę Jeanowi Prouvost, właścicielowi tygodnika Paris Match. W 1975 od Prouvosta tytuł wykupił Robert Hersant, magnat prasowy, który w latach II wojny światowej popierał Pétaina, potem zaś zbliżył się do gaullistów. W 1976 na znak protestu wobec przeszłości nowego właściciela z pracy w „Le Figaro” zrezygnowali najwybitniejsi komentatorzy gazety: Jean d’Ormesson, Raymond Aron, Claude Mauriac, Xavier Marchetti i Pierre Thibon.
Grupa Hersanta przejściowo była m.in. w posiadaniu klubu piłkarskiego FC Nantes. Na początku lat 90. XX w. Hersant zaangażował się kapitałowo w Polsce, gdzie był właścicielem m.in. „Rzeczpospolitej” (51% akcji), „Tempa”, „Trybuny Śląskiej” oraz „Dziennika Łódzkiego”.
W 2004 kontrolę nad gazetą przejął Serge Dassault poprzez swoją grupę przemysłową GIMD.
Od 2009 francuska redakcja współpracuje ze słynnym amerykańskim dziennikiem The New York Times, publikując w piątkowym wydaniu 8 stron materiałów, które są tłumaczone na język angielski. Do tego na oficjalnej stronie internetowej gazety pojawiła się specjalna zakładka z informacjami w języku angielskim.

## Internetowy portal informacyjny
Portal lefigaro.fr powstał w lutym 2006 roku, a już dwa lata później został najpopularniejszym internetowym serwisem informacyjnym we Francji – według danych opublikowanych przez NielsenMédiamétrie/NetRatings. Taki status został utrzymany także w 2013 roku. Średnio portal ten odwiedza ok. 10 mln unikalnych użytkowników każdego miesiąca. Powstała także jego wersja mobilna. Co więcej, w marcu 2013 roku powstała strona lefigaro.tv, na której codziennie 27 redaktorów dodaje około 75 materiałów w formie filmików. Wydawca Le Figaro na projekt związany z materiałami telewizyjnymi zamierza wydać 10 milionów euro w ciągu najbliższych 5 lat.

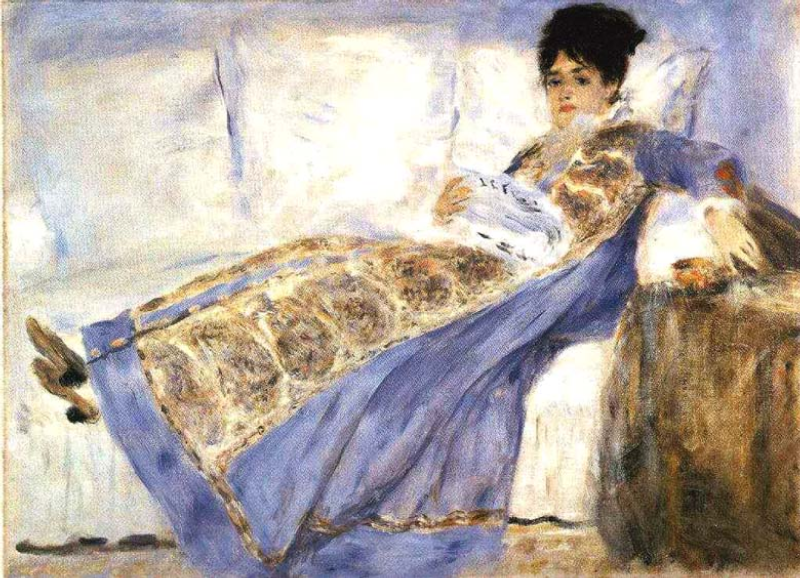
Madame Monet czyta „Le Figaro”, obraz Renoira.

## Dodatki tematyczne

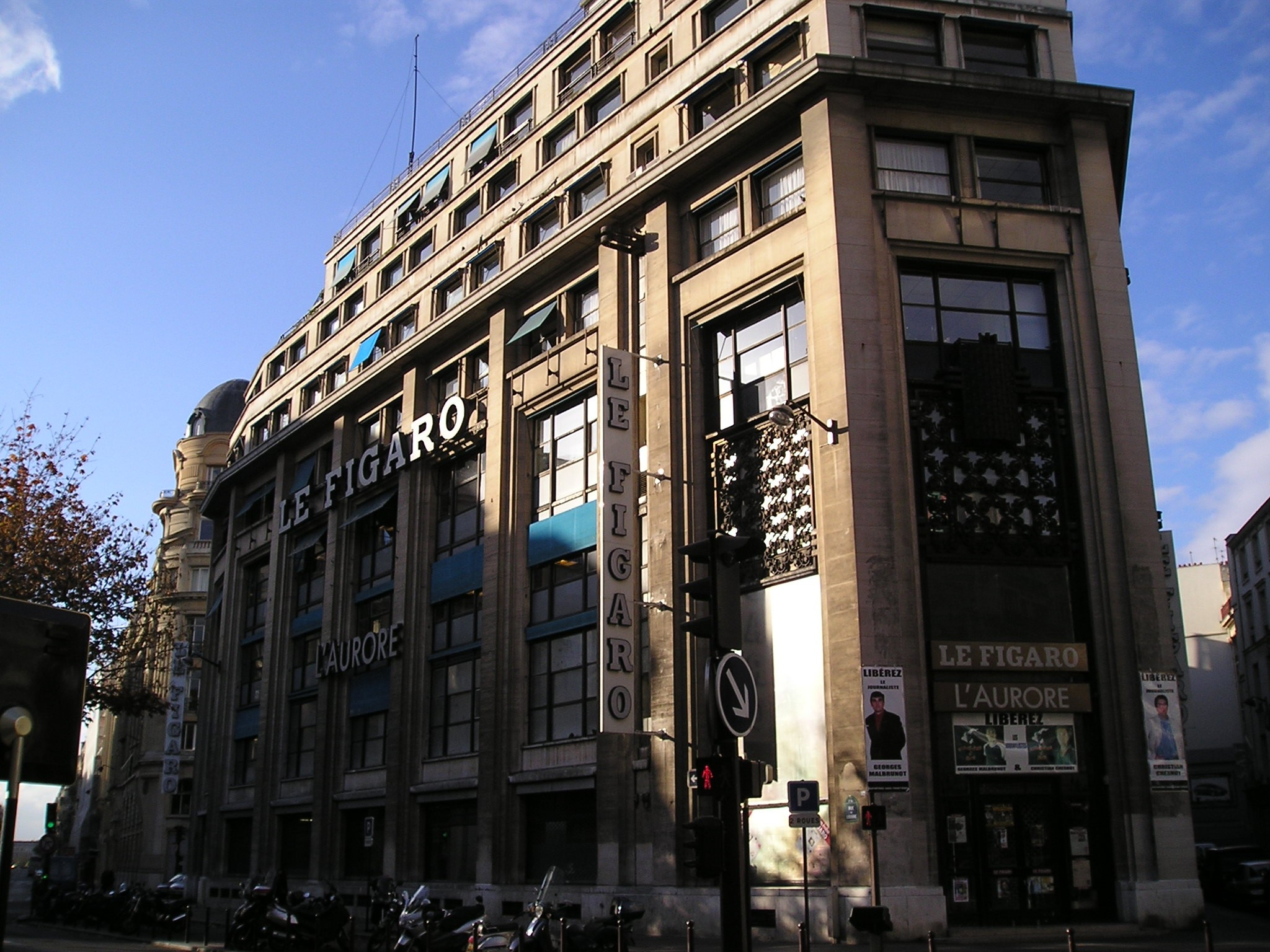
Dawna siedziba „Le Figaro” przy 37, rue du Louvre, w Paryżu (w 2004)

- codziennie: „Le Figaro Économie”, „Le Figaro Et Vous”,
- poniedziałek: „Le Figaro Réussir”, „Santé”
- wtorek: brak
- środa: „Le Figaroscope” (w regionie paryskim)
- czwartek: „Le Figaro Littéraire”
- piątek: brak
- sobota: „Le Figaro Magazine”, „Madame Figaro”, „TV Magazine”.

Poza cotygodniowymi dodatkami gazeta wydaje także serie tematyczne, wydawnictwa książkowe, płyty itp.

## Zespół redakcyjny
Dziennikarze
| - Alexandre Adler (felieton) - Mohammed Aïssaoui (literatura) - Nicolas Barotte (polityka: PS) - Bertille Bayart - Ariane Bavelier (taniec) - Patrick Bèle (zagranica) - Stéphane Bern (zagranica) - Marie-Catherine Beuth - Carine Bizet - Claire Bommelaer - Marie-Laetitia Bonavita (opinie) - François-Xavier Bourmaud (polityka: PS) - André Brincourt - Laurence de Charette (sprawiedliwość) - Delphine Chayet - Marc Cherki - Jean Chichizola - Valérie Collet - Christophe Cornevin (policja) - Marielle Court (środowisko) - Antoine Daccord - Olivier Delcroix (kino) - François Delétraz - Nicolas d’Estienne d’Orves - Anne Fulda - Cécilia Gabizon - Jean-Baptiste Garat (polityka: UMP) - Rodolphe Geisler (polityka: MoDem i Zieloni) | - Renaud Girard (zagranica) - Jean-Marie Guénois (religia) - Adrien Guilloteau - Armelle Héliot (teatr) - Claudine Hesse - Sophie Huet (polityka: parlament) - Damien Hypolite - Charles Jaigu (polityka: prezydent) - Adrien Jaulmes - Anne Jouan - Éric de La Chesnais (rolnictwo) - Arnaud de La Grange (zagranica: Chiny) - Marc Landré (społeczeństwo) - Sébastien Lapaque (literatura) - Astrid de Larminat (literatura) - Agnès Leclair (rodzina) - Jean-Marc Leclerc (policja) - Cyrille Louis (zagranica) - Delphine de Mallevoue (rodzina) - Georges Malbrunot (zagranica: Bliski Wschód) - Laure Mandeville (zagranica: USA) - Marie Maurisse - Frédéric de Monicault (ekonomia, energia) - Étienne de Montety (literatura) - Virginie Mouzat (moda) - Delphine Minoui (zagranica: Bliski Wschód) - Isabelle Nataf (kultura, telewizja) - Angélique Negroni (policja, bezpieczeństwo na drogach) | - Éric Neuhoff - Paul-François Paoli - Marie-Estelle Pech (edukacja) - Martine Perez (zdrowie) - Jacques Pessis - Natacha Polony (edukacja) - Guillaume Perrault (polityka: FN i Senat) - Sophie de Ravinel (polityka: PCF) - Anne Rovan - Valérie Samson - Jacques de Saint Victor (literatura) - Patrick Saint-Paul (zagranica) - Alain-Gérard Slama - François Simon - Rémi Soulié - Laurent Suply - Ivan Rioufol - Pierre Rousselin (zagranica) - Anne Rovan (polityka: rząd) - Solenn de Royer (polityka: Matignon) - Bertrand de Saint-Vincent (felieton) - Philippe Tesson - Marie-Noëlle Tranchant (kino) - Véziane de Vezins (felieton) - Marie Visot - Judith Waintraub (polityka) |

## Projekty powiązane
- evene.fr – internetowy serwis kulturalny[7].